# Jan van Schaffelaerkazerne
De Jan van Schaffelaerkazerne is gelegen op de Veluwe in de Nederlandse plaats Ermelo. De in 1939 geopende kazerne huisvest sinds 2015 de Koninklijke Militaire School (KMS).

## Nieuw type standaard
Het was aan het eind van de jaren 1930 toen de Nederlandse regering onder druk van de internationale ontwikkelingen besloot om de Dienstplichtwet te wijzigen. Daardoor groeide het leger in 1938 van 19.500 man naar 32.000 en verdubbelde de diensttijd naar 11 maanden. In de praktijk kwam dat erop neer dat tegelijkertijd drie maal meer mannen onder de wapenen waren dan voorheen. Volgens berekeningen zouden dan ook 15 kazernes moeten worden aangepast en 24 nieuwe moeten worden gebouwd.
Kapitein der Genie A.G. Boost kreeg in 1937 opdracht voor het ontwerpen van een nieuw type standaard kazerne. Op de tekentafels ontstond een geheel nieuw soort functionele kazerne (Boostkazerne), waarvan er één - die later de naam ‘Jan van Schaffelaerkazerne’ zou dragen - bij Ermelo vorm kreeg. Hoewel het ontwerp van de kazernes - waarvan er uiteindelijk 16 zijn gebouwd - vastlag, bestond bij de bouw toch wel enige vrijheid in uitvoering en materiaalkeuze. Zo is de ‘Jan van Schaffelaer’ opgetrokken uit gele baksteen en heeft de hoofdpoort een flauwe welving. Dit in tegenstelling tot bijvoorbeeld zijn soortgenoten in Wezep en Steenwijk, die met een rechthoekige poortingang en in rode baksteen zijn uitgevoerd.
De kazerne werd vernoemd naar de ruiteraanvoerder Jan van Schaffelaar die volgens de overlevering in 1482 tijdens de Hoekse en Kabeljauwse twisten zijn leven offerde met een sprong van de toren van de kerk in Barneveld om vrijgeleide voor zijn belegerde manschappen te verkrijgen. Oorspronkelijk was de ‘Van Schaffelaer’ bestemd voor de regimentsstaf en het 1e Bataljon van het 18e Regiment Infanterie die vanuit Amersfoort naar Ermelo zouden verhuizen. De Ermelose bevolking stond welwillend tegenover de komst van deze nieuwe inwoners. Dat mag blijken uit het feit dat zij van plan was ter verwelkoming drie paradetrommels aan te bieden. Echter: precies op de dag dat de eenheid vanuit Amersfoort naar Ermelo zou vertrekken, 28 augustus 1939, kondigde de regering de algehele mobilisatie af. Dat betekende dat het 18e Regiment Infanterie zijn oorlogsopstellingen moest betrekken en niet afreisde naar Ermelo. Hoewel de tekst op de in de poort gemetselde gedenksteen: Jan van Schaffelaerkazerne Gedenksteen onthuld door H.M. Martens Burgemeester der gemeente Ermelo 29 augustus 1939 anders doet vermoeden, is de kazerne zelfs nooit officieel geopend. De eerste bewoners van de nieuwe kazerne waren voor het oorlogsgeweld van de meidagen van 1940 gevluchte mensen uit de streek Barneveld, Hoevelaken en Nijkerk. Duitse bezetters, behorende tot het ‘SS Verfügungstruppe Pionier Bataillon’ - vrij vertaald: ‘SS Ondersteuningstroepen Genie Bataljon’- waren de volgende gebruikers.

## Na de oorlog

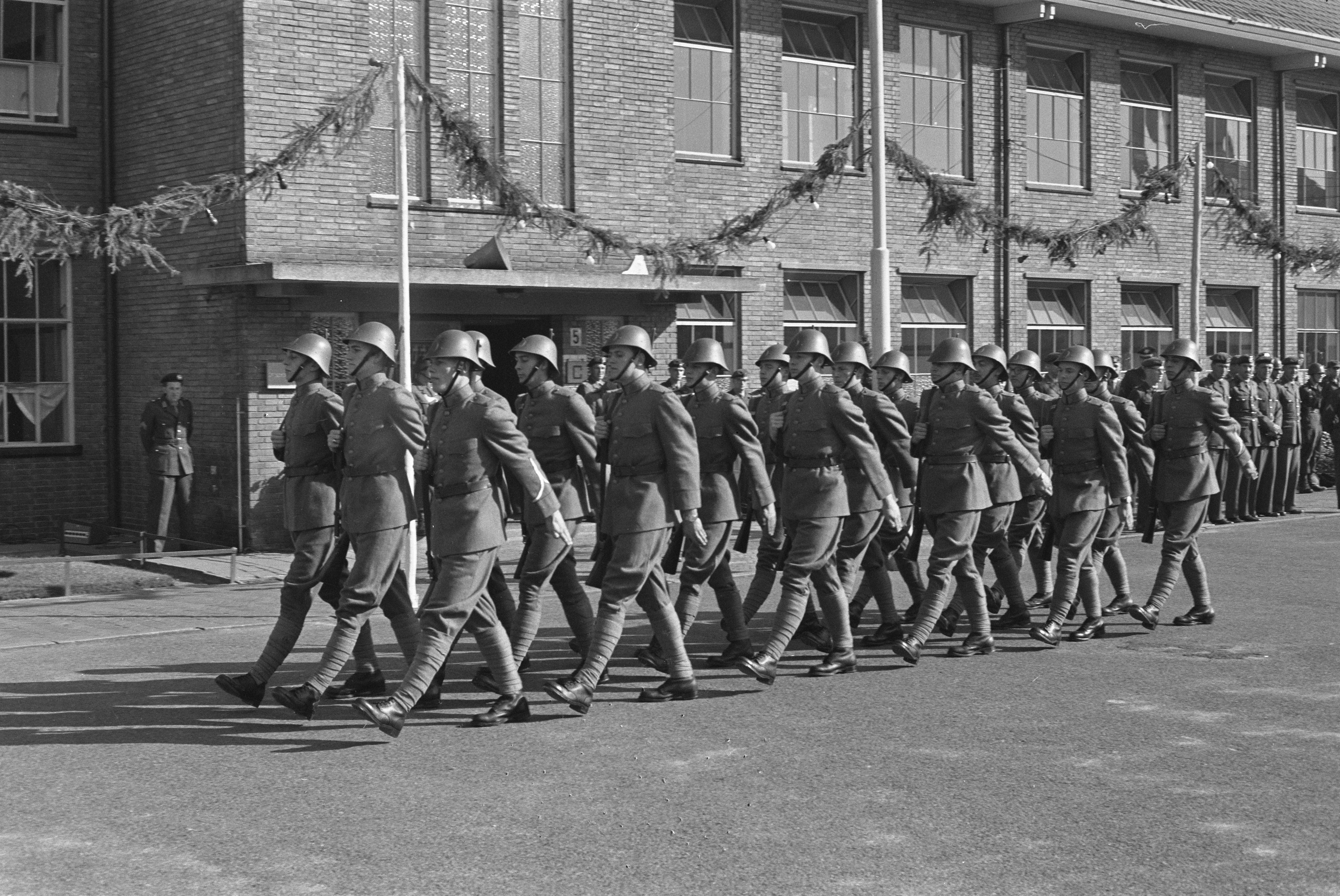
1959

In eerste instantie ondervonden de burgers van Ermelo nauwelijks last van de bezetters van de toch wat afgelegen kazerne. De naam van de ‘Jan van Schaffelaerkazerne’ kreeg echter aan het einde van de oorlog een sinistere klank toen verzetsmensen er werden opgesloten in afwachting van transport naar interneringskampen. Na de bevrijding van Ermelo op 18 april 1945 zijn de rollen omgekeerd en gebruiken leden van de ‘Binnenlandse Strijdkrachten’ de kazerne om Duitse krijgsgevangenen en collaborateurs op te sluiten. De Canadese bevrijders van Ermelo hebben overigens de faciliteiten van de Jan van Schaffelaerkazerne niet benut. Gebruik van door de Duitsers verlaten gebouwen vermeden zij doorgaans. Dat gebeurde uit veiligheidsoverwegingen, daarbij te denken aan de mogelijke aanwezigheid van boobytraps, maar ook omdat de ligging van dergelijke locaties tot op de meter nauwkeurig bij de vijand bekend was. Kort na de capitulatie op 5 mei is de kazerne in gebruik als opleidingscentrum voor Gelderse verzetsstrijders die overgaan in reguliere militaire dienst. Zij krijgen in beginsel een opleiding voor beveiligings- en bewakingstaken, onder Brits Commando uit te voeren in Duitsland. In de loop van 1945 verandert de opdracht en vertrekken de mannen, dan ingedeeld bij 1-8 Regiment Infanterie ‘Veluwebataljon’, bijgenaamd ‘De Haantjes’, naar Nederlands-Indië. De hoofdtaak voor deze eenheid is om, samen met troepen van het KNIL de orde en rust in Nederlands-Indië te herstellen.

## Opleidingen officieren en onderofficieren
In februari 1948 werd de kazerne het onderkomen van de 'School Reserve Officieren Infanterie' (SROI). Op 30 april 1949 vonden de drie trommels, tijdens een feestelijke bijeenkomst op het Weitje, alsnog hun weg naar de kazerne. Omdat in 1966 dienstplichtig onderofficieren, het zogeheten kader, ook binnen de Jan van Schaffelaerkazerne hun opleiding kregen, veranderde de naam SROI in ‘School Reserve Officieren en Kader Infanterie’, SROKI. Met het afschaffen van de opkomstplicht in 1998 kwam ook aan het opleiden van dienstplichtig officieren en onderofficieren een einde, de SROKI hield op te bestaan. De drie trommels verdwenen naar het -inmiddels opgeheven- Infanteriemuseum in Harskamp, samen met een handvol andere zaken die de herinnering aan de SROKI levend houden. De ‘Jan van Schaffelaerkazerne’ bood daarna nog onderdak aan diverse opleidingseenheden van het nieuwe beroepsleger.
Op 1 januari 2015 werd de kazerne, na een grondige verbouwing in gebruik genomen door de Koninklijke Militaire School (KMS). De KMS verzorgt opleidingen voor manschappen, korporaals en onderofficieren van de Landmacht.